# 猛き黄金の国
『猛き黄金の国』（たけきおうごんのくに）は、本宮ひろ志の漫画。1990年から1992年まで、集英社『ビジネスジャンプ』に連載された。単行本はビジネスジャンプコミックスで全4巻、集英社文庫で全3巻。
土佐の地下浪人岩崎弥太郎が近代日本五大財閥の一角、三菱グループの創業までの波乱万丈の生涯を描いた作品である。
なお、本宮はその後も『猛き黄金の国』を題名に冠した漫画（関連項目参照）を『ビジネスジャンプ』や『グランドジャンプ』（集英社）で連載している。各作品も当初は相互に関連しているわけではなかったが、『猛き黄金の国 伊能忠敬』（2020年）以降は年代が近く、序盤で前作主人公とのつながりも見られる。

## 概要
- 主人公の弥太郎と過ごした時期がある三井グループを財閥にのし上げた立役者の一人でもある三野村利左衛門とは、三菱の起源である海運業で業績を競い合っていた競争相手である。
- 利左衛門は日本国郵便蒸気船会社（後に会社は解散し、株式会社として政府の援助を受けた共同運輸会社として競争を再び行う）の岩橋万造を陰で操りながら、政府を味方につけていた。
- 住友グループを築いた広瀬宰平とは苦労を分かち合った仲である。鉱山業に目覚めたのは彼の影響であると思われる。

## 登場人物
- 岩崎弥太郎
- 高芝喜勢（弥太郎の妻）
- 吉田東洋
- 坂本竜馬
- 後藤象二郎
- 三野村利左衛門（主人公の商売敵）
- 広瀬宰平
- 川田小一郎
- 小栗忠順　など

## 舞台化
2001年に宝塚歌劇団により舞台化された。